# ایوان اشمیت
ایوان اشمیت (انگلیسی: Iwan Schmid؛ زادهٔ ۱۵ نوامبر ۱۹۴۷) دوچرخه‌سوار اهل سوئیس است.